# Збірна Болгарії з хокею із шайбою
Збірна Болгарії з хокею із шайбою — національна команда, що представляє Болгарію на міжнародних змаганнях з хокею. Наразі займає 40-е місце у світовому рейтингу та виступає в дивізіоні II чемпіонату світу з хокею.
Одного разу брала участь у хокейному турнірі Зимових Олімпійських ігор — на іграх-1976 в Інсбруку, де зазнала поразок в усіх іграх турніру.
У квітні 2010 року під час чемпіонату світу 2010 (Дивізіон II) виступала у групі A, зайнявши 4 місце з 6, чим зберегла своє місце в Дивізіоні II.

## Виступи на чемпіонаті світу
- 1963 — 19 місце (4 місце «Група C»)
- 1967 — 19 місце (3 місце «Група C»)
- 1969 — 19 місце (5 місце «Група C»)
- 1970 — 14 місце (8 місце «Група B»)
- 1971 — 19 місце (5 місце «Група C»)
- 1972 — 17 місце (4 місце «Група C»)
- 1973 — 18 місце (4 місце «Група C»)
- 1974 — 17 місце (3 місце «Група C»)
- 1975 — 16 місце (2 місце «Група C»)
- 1976 — 16 місце (8 місце «Група B»)
- 1977 — 20 місце (3 місце «Група C»)
- 1978 — 21 місце (5 місце «Група C»)
- 1979 — 22 місце (4 місце «Група C»)
- 1981 — 22 місце (6 місце «Група C»)
- 1982 — 22 місце (6 місце «Група C»)
- 1983 — 22 місце (6 місце «Група C»)
- 1985 — 22 місце (6 місце «Група C»)
- 1986 — 19 місце (3 місце «Група C»)
- 1987 — 23 місце (7 місце «Група C»)
- 1989 — 21 місце (5 місце «Група C»)
- 1990 — 22 місце (6 місце «Група C»)
- 1991 — 20 місце (4 місце «Група C»)
- 1992 — 17 місце (5 місце «Група B»)
- 1993 — 20 місце (8 місце «Група B»)
- 1994 — 27 місце (7 місце «Група C1»)
- 1995 — 29 місце (9 місце «Група C1»)
- 1996 — 34 місце (6 місце «Група D»)
- 1997 — 35 місце (7 місце «Група D»)
- 1998 — 33 місце (Переможець «Група D»)
- 1999 — 32 місце (8 місце «Група C»)
- 2000 — 33 місце (9 місце «Група C»)
- 2001 — 35 місце (4 місце «Дивізіон II, Група B»)
- 2002 — 35 місце (4 місце «Дивізіон II, Група B»)
- 2003 — 34 місце (3 місце «Дивізіон II, Група B»)
- 2004 — 36 місце (4 місце «Дивізіон II, Група B»)
- 2005 — 35 місце (4 місце «Дивізіон II, Група A»)
- 2006 — 32 місце (2 місце «Дивізіон II, Група A»)
- 2007 — 38 місце (5 місце «Дивізіон II, Група A»)
- 2008 — 38 місце (5 місце «Дивізіон II, Група A»)
- 2009 — 36 місце (4 місце «Дивізіон II, Група B»)
- 2010 — 35 місце (4 місце «Дивізіон II, Група A»)
- 2011 — 38 місце (5 місце «Дивізіон II, Група B»)
- 2012 — 37 місце (3 місце «Дивізіон II, Група B»)
- 2013 — 40 місце (6 місце «Дивізіон II, Група B»)
- 2014 — 41 місце (1 місце «Дивізіон III»)
- 2015 — 4-е місце Дивізіон IIB
- 2016 — 6-е місце Дивізіон IIB
- 2017 — 2-е місце Дивізіон III
- 2018 — 2-е місце Дивізіон III
- 2019 — 1-е місце Дивізіон ΙІІА
- 2022 — 4-е місце Дивізіон IIB
- 2023 — 3-є місце Дивізіон IIB
- 2024 — 4-е місце Дивізіон IIB
- 2025 — 4-е місце Дивізіон IIB

## Склад команди начемпіонаті світу 2010— Дивізіон II[1]
- Головний тренер:  Георгі Міланов

| Позизія | Номер | Гравець             | Клуб                |
| ------- | ----- | ------------------- | ------------------- |
| В       | 1     | Константин Михайлов | «Славія» (Софія)    |
| В       | 20    | Кирил Важаров       | «Славія» (Софія)    |
| З       | 3     | Василій Василев     | «Істанбул Патен»    |
| З       | 4     | Цветан Цветанов     | «Славія» (Софія)    |
| З       | 5     | Богдан Стефанов     | «Славія» (Софія)    |
| З       | 6     | Александр Панев     | «Славія» (Софія)    |
| З       | 7     | Мартин Гюров        | «Левскі» (Софія)    |
| З       | 11    | Олексій Йотов       | «Витязь» (Чехов)    |
| З       | 12    | Росен Стефанов      | «Славія» (Софія)    |
| З       | 22    | Роман Моргунов      | «Славія» (Софія)    |
| Н       | 2     | Явор Славчев        | «Славія» (Софія)    |
| Н       | 8     | Стоян Бачваров      | «Славія» (Софія)    |
| Н       | 9     | Станіслав Мухачов   | «Славія» (Софія)    |
| Н       | 10    | Мартин Міланов      | «Славія» (Софія)    |
| Н       | 13    | Светлін Стоєв       | «Спартак» (Софія)   |
| Н       | 14    | Росен Христов       | «Славія» (Софія)    |
| Н       | 15    | Петар Хаджитонев    | «Славія» (Софія)    |
| Н       | 16    | Росен Асенов        | «Славія» (Софія)    |
| Н       | 19    | Георгі Младенов     | «Академіка» (Софія) |
| Н       | 21    | Пламен Веселинов    | «Славія» (Софія)    |
| Н       | 24    | Мартин Бойдажиєв    | «Славія» (Софія)    |